# Farol de Imbituba
O Farol de Imbituba é um farol localizado no município de Imbituba, no estado brasileiro de Santa Catarina.

## Localização
Construído no morro que divide a Praia da Vila e a Praia do Porto, está admiravelmente integrado ao meio ambiente. O acesso é feito por uma trilha desde do canto da Praia da Vila, que propicia belas paisagens em todo o percurso.

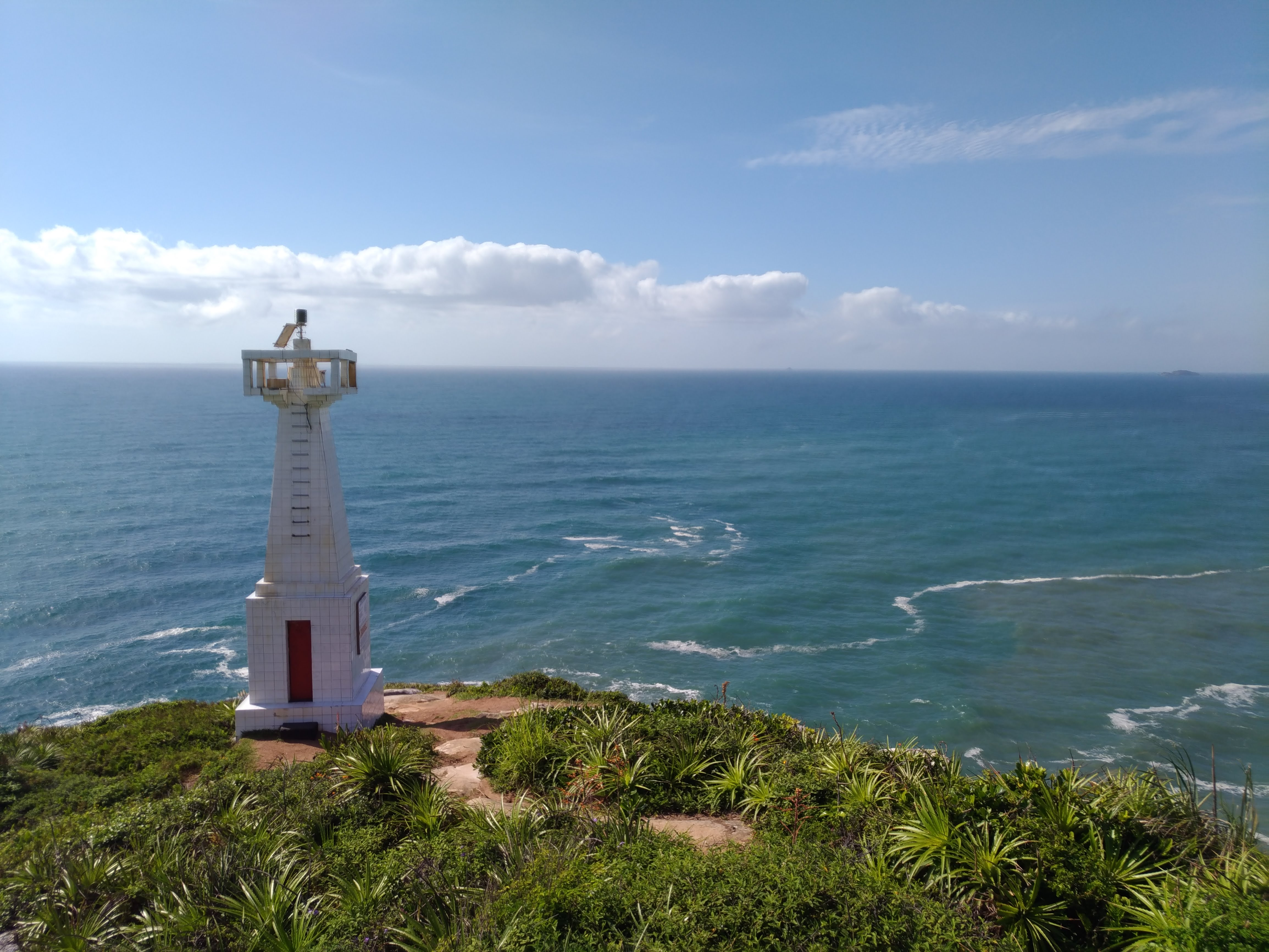
Farol de Imbituba em um dia claro

Na ponta do morro, encontra-se o farol, de onde se pode divisar toda a Praia da Vila e o mar azul.

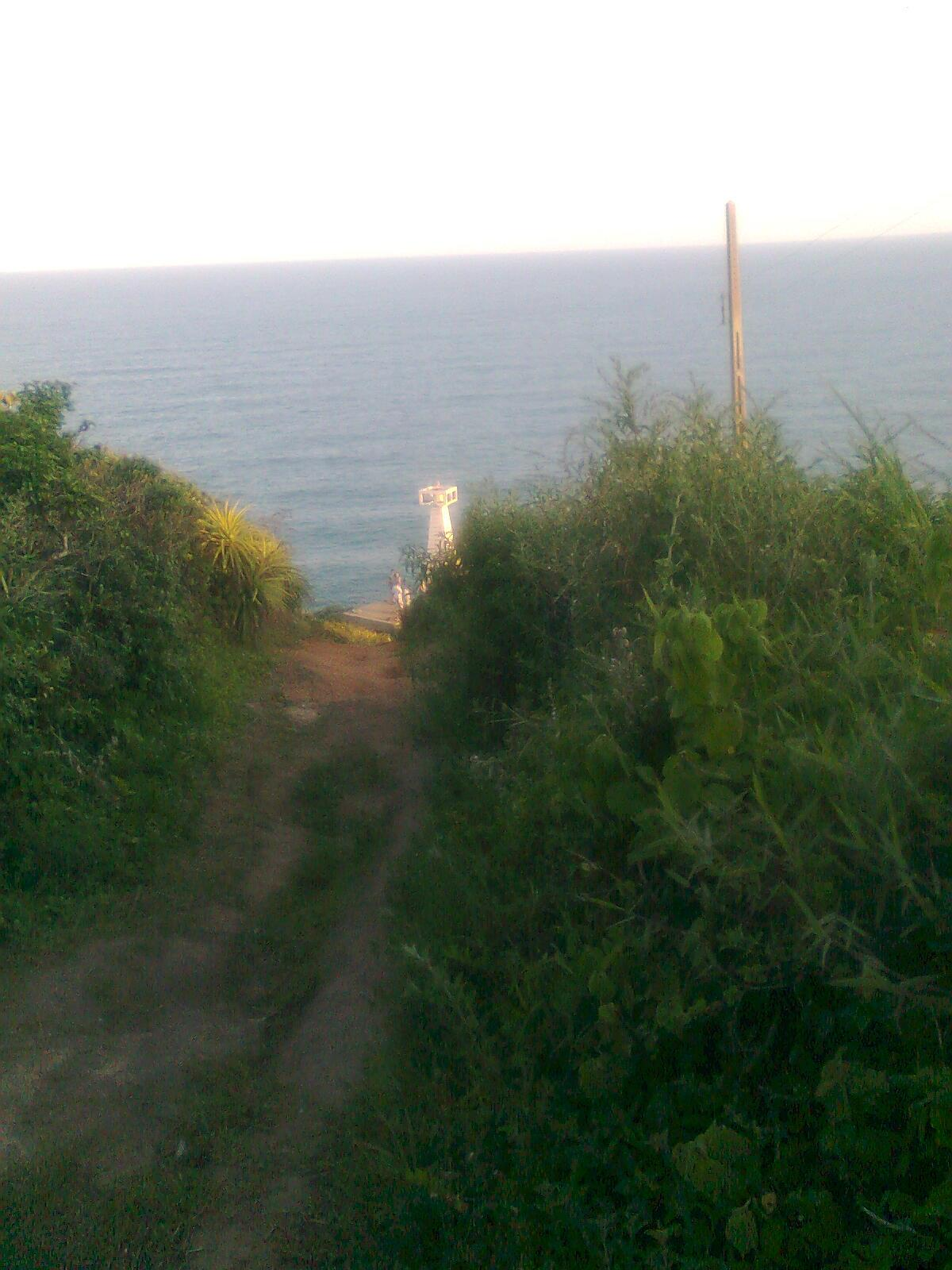
Trilha em direção ao farol